# Injil
Injil ( árabe : إنجيل , romanizado :  ʾInjīl , ortografías alternativas: Ingil o Injeel ) es el nombre árabe del Evangelio de Jesús ( Isa ). Este Injil es descrito por el Corán como uno de los cuatro libros sagrados islámicos que fueron revelados por Alá , los otros son el Zabur (tradicionalmente entendido como los Salmos ), la Tawrat (la Torá ) y el propio Corán. 
La palabra Injil se menciona doce veces en el Corán. Allí se refiere a la revelación que Dios envió a Isa ibn Maryam (Jesús de Nazaret) y que fue anunciada por él. La palabra también se refiere a los escritos que leían los cristianos en la época de Mahoma. Según una visión islámica muy extendida, los cuatro Evangelios se consideran alterados, “falsificados” ( taḥrīf ), especialmente en lo que respecta a la divinidad de Jesús y las ideas trinitarias. La similitud entre las tradiciones de la Biblia y el Corán aún no puede atribuirse claramente al hecho de que las traducciones árabes de la Biblia ya estaban disponibles antes de la época de Mahoma.  Más bien, habría que pensar en la tradición oral, por ejemplo de los cristianos yemeníes y los nestorianos sirios (de al-Ḥīra). Esto se confirma en términos del sur de Arabia y de Etiopía en los pasajes pertinentes (hubo un estrecho contacto entre las comunidades yemení y etíope). Algunos hadices también pueden explicarse mediante el conocimiento de la tradición bíblica. Dado que los primeros hadices se registraron uno o dos siglos después de la muerte de Mahoma y sólo se copiaron varios siglos después, esto debe considerarse con cautela. Teólogos islámicos posteriores como al-Masʿūdī y al-Bīrūnī demuestran un conocimiento cada vez más preciso de la Biblia, pero ambos vivieron 300 años después de los inicios del Islam. Un debate polémico entre las posiciones islámica y cristiana recibió un mayor impulso con el llamado Evangelio de Bernabé, que fue traducido al árabe en 1908, ya que atribuía a Jesús una enseñanza parcial o esencialmente islámica.
Además de su uso en el contexto islámico , los cristianos de habla árabe también utilizan el término Injil para describir el contenido del mensaje de Jesucristo (Evangelio - “buenas noticias”). Al mismo tiempo, Injil es común aquí como nombre de los cuatro evangelios del Nuevo Testamento: Evangelio según Mateo ( (en árabe) o griego εὐανγέλιον κατά Ματθαίον ), etc. Asimismo, "al-Injil" se utiliza como nombre común para todo el Nuevo Testamento.  En el mismo sentido, el término árabe también ha entrado en las lenguas como préstamo en varias culturas islámicas, por ejemplo en suajili, turco e indonesio .